# Analog Telephone Adapter
Un Analog Telephone Adapter, (ATA) (Adattatore per Telefoni Analogici) è un dispositivo usato per collegare uno o più telefoni analogici standard in modo da usarli attraverso altri sistemi come ad esempio il trasporto della voce su IP (VoIP)
Gli ATA vengono forniti da alcuni fornitori di telefonia VoIP in modo da permettere all'utente di collegarci il proprio telefono staccandolo dal cavo della tradizionale compagnia telefonica. In questo caso è possibile che l'ATA sia bloccato e quindi utilizzabile solo con il fornitore di telefonia VoIP dal quale lo si è acquistato.
Un ATA ha tipicamente almeno una porta dove collegare un telefono (normalmente una RJ11) e una porta di rete Ethernet (normalmente una RJ45) per collegarlo ad una rete LAN connessa ad internet.
Modelli più complessi possono avere più porte telefoniche anche per telefoni o centralini ISDN e un'ulteriore porta Ethernet alla quale è possibile collegare altri oggetti di rete.
L'apparecchio viene programmato con un numero dedicato, che aggiunge una seconda linea telefonica a quella di casa. Due numeri, quello del telefono fisso e quello del dispositivo ATA, condividono la stessa linea. 
Quando arriva una telefonata, l'adattatore ATA squilla anche quando è diretta alla linea telefonica tradizionale. Quando si compone un numero, in base al prefisso, la chiamata è instradata su linea fissa o via Internet. 
Con la Preselezione dell'operatore, senza digitare il prefisso, le chiamate sono instradabili automaticamente su una delle due opzioni. Solitamente, l'ATA è configurato per inoltrare le chiamate via Internet, dove è più conveniente, ed è quindi necessario comporre un prefisso aggiuntivo per mandarle su rete fissa. Il software di gestione può consentire di configurare l'opzione opposta. Molti ATA instradano automaticamente la chiamata sulla linea fissa quando quella via Internet non funziona.